# Лада Жиго
Лада Жиго (на хърватски: Lada Žigo) е хърватска журналистка, литературна критичка и писателка на произведения в жанра драма.

## Биография и творчество
Лада Жиго е родена през 1970 г. в Загреб, Хърватия. Завършва висше образование в Университета в Загреб със специалност „Сравнителна литература и философия“.
След дипломирането си в продължение на дълги години пише литературни рецензии и есета за много вестници, както и за културни и литературни списания, сред които „The Bridge“ (Мостът), „Europski glasnik“ (Европейски глас), „Republika“ (Република), „Književna republika“(Книжна република), „Kolo“ (Коло), „Nova Istra“ (Нова Истра), и др.
Дебютният ѝ роман „Ljudi i novinari“ (Хора и новинари) е публикуван през 2007 г. и получава номинации за две престижни литературни награди – „Ксавер Шандор Гялски“ и „Киклоп“. Основна тема в романа е проблемът със сензациите в пресата и тяхното влияние както върху ежедневието на хората, а също и върху самата истина, която често остава неразкрита.
Вторият ѝ роман „Babetine“ (Кучки) публикуван през 2008 г. Чрез него тя отправя своеобразна критика срещу популярната тогава тенденция за „женско писане“.
През 2010 г. е издаден романът ѝ „Рулетка“. В него разглежда процеса на развитието на хазарта, превърнал се в единствената надежда на хората в общество, което в периода на политически и социален преход е изгубило надеждата за други възможности за просперитет. Книгата има елементи на психологически трилър и представя портрета на бивш войник, който се опитва да надлъже рулетката, като прилага изобретателна стратегия, основана на числа. През 2012 г. романът получава наградата за литература на Европейския съюз.
С романа си „Iscjelitelj“ (Лечителят) от 2011 г. писателката разглежда друг характерен за обществата в преход феномен – фалшивите лечители и гадатели. В книгата с много хумор традиционният диалект от областта Далматинска Загора е противопоставен на „новия“ език на съвременните новобогаташи.
Лада Жиго е член на Хърватската организация на творците на свободна практика и на Асоциацията на писателите на Хърватия и ръководи литературен отдел към нея.
Живее със семейството си в Загреб.

## Произведения

### Самостоятелни романи
- Ljudi i novinari (2007)
- Babetine (2008)
- Rulet (2010) – награда за литература на Европейския съюз за 2012 г.
Рулетка, изд.: ИК „Парадокс“, София (2019), прев. Айтян Делихюсеинова
- Iscjelitelj (2011)